# Eduardo Rodríguez Antuñano
Eduardo Rodríguez Antuñano es un sacerdote jesuita uruguayo, Doctor en Teología, Rector del Instituto Teológico del Uruguay, Maestro de Novicios de la Compañía de Jesús. Nació en Montevideo el 28 de octubre de 1941 y murió el 21 de agosto de 1980.
Ingresó en la Compañía de Jesús el 28 de febrero de 1959. Realizó sus estudios de Humanidades en Chile. Continuó su formación con la Filosofía, en los Estados Unidos y la Teología, en la Universidad Católica de Chile. Finalmente obtuvo su doctorado en Teología en Münster, Alemania.
Fue ordenado sacerdote el 22 de diciembre de 1971.
A su regreso de Europa, en 1976, se incorporó como docente al Instituto Teológico del Uruguay, tomando a su cargo las cátedras de Cristología y Mariología. También prestó servicios como Secretario Académico.
A fines de 1977 fue nombrado Rector del Instituto, al tiempo que cumplía delicadas tareas como Maestro de Novicios de la Compañía de Jesús.
Falleció en Montevideo, el 21 de agosto de 1980, a causa de un accidente doméstico.
Al día siguiente de su muerte, previamente a su sepelio, se celebró una Misa de cuerpo presente en la Parroquia del Sagrado Corazón, presidida por los Obispos Carlos Parteli, José Gottardi, Carlos Alberto Nicolini y Herbé Seijas, y concelebrada por 105 sacerdotes. La homilía estuvo a cargo de Daniel Gil Zorrilla S.J.